# Tấn Chiêu hầu
Tấn Chiêu hầu (chữ Hán: 晉昭侯, cai trị: 745 TCN – 739 TCN), tên thật là Cơ Bá (姬伯), là vị vua thứ 12 của nước Tấn - chư hầu nhà Chu trong lịch sử Trung Quốc.

## Thân thế
Tấn Chiêu hầu là con của Tấn Văn hầu – vua thứ 11 nước Tấn. Năm 746 TCN, Văn hầu mất, Chiêu hầu lên thay.

## Bị hại
Năm 745 TCN, Chiêu hầu phong cho người chú là Cơ Thành Sư cai quản đất Khúc Ốc vốn là ấp lớn nhất trong nước, lớn hơn cả kinh đô tại đất Dực. Thành Sư trở thành Khúc Ốc Hoàn Thúc, ra sức thi hành ân đức và chiếm được lòng người. Thế lực lớn mạnh của Khúc Ốc khiến kẻ sĩ nước Tấn cho rằng việc này sẽ gây ra loạn lạc.
Năm 739 TCN, đại phu nước Tấn là Phan Phù giết chết Tấn Chiêu hầu và rước Khúc Ốc Hoàn Thúc về làm vua nước Tấn.
Tấn Chiêu hầu làm vua tất cả bảy năm thì bị giết.